# جون دبليو. ويلان
جون دبليو. ويلان (بالإنجليزية: John W. Whelan)‏ هو فلاح وشخصية أعمال وسياسي أمريكي، ولد في 1 نوفمبر 1845، وتوفي في 3 يونيو 1906. حزبياً، نشط في الحزب الجمهوري. وقد انتخب عضو جمعية ولاية ويسكونسن.